# Прямоволосник прозорий
Прямоволосник прозорий (Orthotrichum diaphanum) — вид мохів порядку прямоволосникальних (Orthotrichales).

## Поширення
Батьківщиною є Європа, Африка, Північна Америка, Південна Америка, Азія.
Населяє основа та стовбури дерев нижче 2 м, сухі, зазвичай оголені ділянки, скелі; від низьких до помірних висот (100–1000 м).

## Галерея

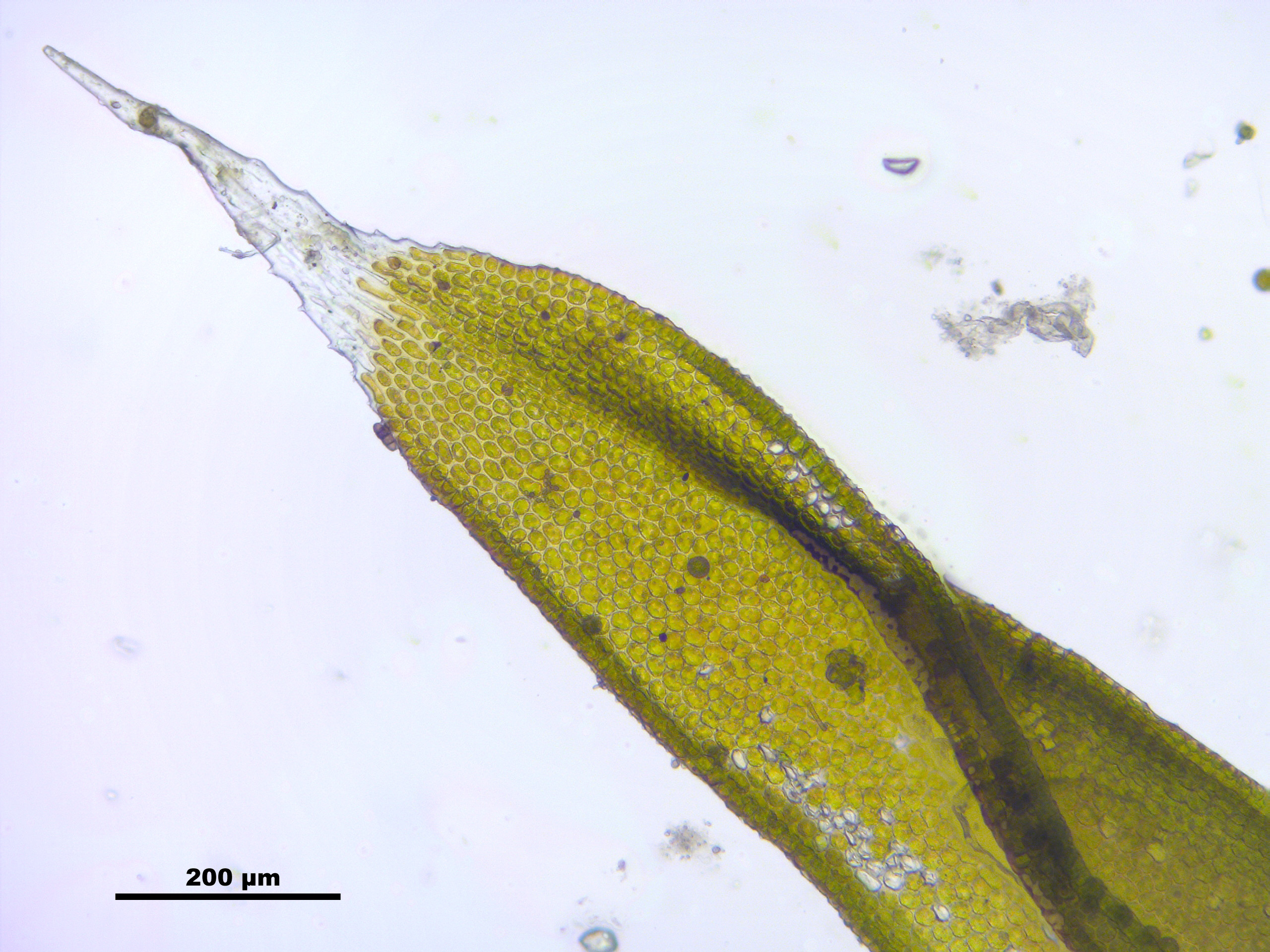
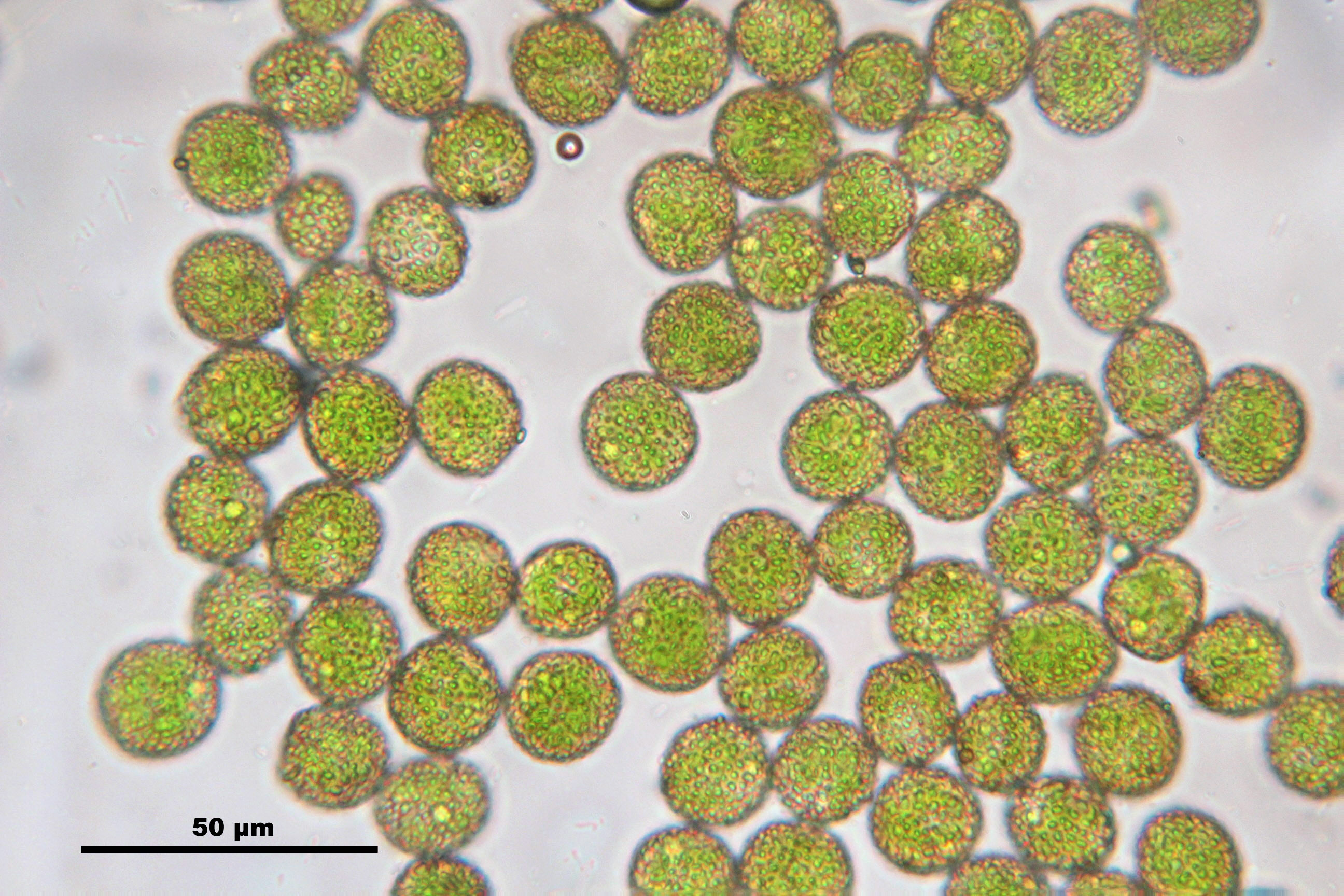

## Характеристика
Рослини 0.2–0.7 см. Стеблові листки в сухому стані нещільно прямовисні, яйцювато-ланцетні або довгасті, 1.8–3 мм; краї вигнуті майже до основи остюка, ± зубчасті в остюку; верхівка поступово загострюється, остюк прозорий. Статевий стан автоіктичний. Коробочкові ніжки до 1 мм. Коробочка від видовженої до видовжено-циліндричної, 1.2–1.8 мм, у сухому стані зморшкувата або помірно 8-ребриста. Спори 13–20 мкм.